# Гумба, Абель Нгенде
Абель Нгенде Гумба (фр. Abel Nguéndé Goumba; 18 сентября 1926, Гримари, регион Уака, Убанги-Шари, Французская Экваториальная Африка — 11 мая 2009, Банги, Центрально-Африканская Республика) — центрально-африканский государственный деятель, премьер-министр (1958, 1959, 2003), вице-президент Центрально-Африканской Республики (2003—2005).

## Биография
Окончил медицинский факультет в Банги.
В 1957—1958 годах — вице-президент, затем председатель Правительственного Совета.
В марте-апреле 1959 года — премьер-министр ЦАР, отстранен от власти Давидом Дако.
В 1960—1980 годах находился в изгнании во Франции. В это время в 1970-х годах он работал в программах Всемирной организации здравоохранения в Руанде и Бенине.
Даже после его возвращения Центрально-африканскую Республику, он периодически арестовывался за политическую деятельность и до 2003 года враждовал со всеми президентами этой страны, которые объявляли Гумбу предателем национальных интересов.
Четырежды являлся кандидатом на президента Центрально-Африканской Республики (1981, 1993, 1999 и 2005).
В марте-декабре 2003 года — премьер-министр,
В 2003—2005 годах — вице-президент ЦАР.
В 2006 году являлся посредником на переговорах между правительством и мятежниками, выступившими против президента Франсуа Бозизе.
Умер 11 мая 2009 года в возрасте 82 лет в клинике в Банги после того, как был доставлен в больницу накануне вечером.